# Oscar Brockmeyer
Oscar Bernard Brockmeyer est un joueur de soccer américain né le 13 novembre 1883 à Saint Louis et mort le 10 janvier 1954 à Webster Groves.

## Biographie
Avec le Christian Brothers College High School (en), il participe au tournoi olympique de football de 1904, l'équipe remporte alors la médaille d'argent à l'issue du tournoi. 
Oscar Brockmeyer joue au poste de défenseur lors du premier match contre le Galt FC, mais lors des matchs contre Saint-Rose, il est attaquant.
Brockmeyer est l'un des meilleurs athlètes de l'école et est également capitaine de l'équipe de football. Il obtient son diplôme de l'université du Missouri en 1908 et joue également au football avec les Tigers du Missouri.
Après avoir travaillé comme dessinateur à la mairie de Saint-Louis, Brockmeyer ouvre finalement un magasin à Webster Groves.